# International Financial Reporting Standard 10
Der IFRS 10 - Konzernabschlüsse (IFRS=International Financial Reporting Standards) in der Version 4.0 vom Februar 2014 enthält die Vorschriften für die Erstellung und Darstellung von Konzernabschlüssen und wird vom International Accounting Standards Board herausgegeben.
Der IFRS 10 wurde erstmals im November 2011 herausgegeben und ist auf Berichtsperioden anzuwenden, die am oder nach dem 1. Januar 2013 (in der EU: 1. Januar 2014) beginnen.